# Анисимов, Константин Александрович
Константи́н Алекса́ндрович Ани́симов (род. 22 мая 1966) — российский актёр театра «Балтийский дом», диктор на домашних матчах футбольного клуба «Зенит» (Санкт-Петербург) в 2003—2015 годах и с 2017 года.

## Биография
Константин Анисимов родился 22 мая 1966 года в Ленинграде в театральной семье. Актёрами были его дедушка, бабушка, а также отец и мать. Отец Константина Александр Анисимов в 1968 году снялся в кинофильме «Удар! Ещё удар!», выпущенном студией «Ленфильм». Он сыграл роль футболиста зарубежного клуба Карла Рамке, который в матче с ленинградской футбольной командой ведёт себя подло и провокационно. Консультантом фильма был тогдашний тренер «Зенита» Аркадий Алов, и после премьеры съёмочную группу пригласили на футбольный матч. Александр Анисимов взял на стадион маленького Костю. После игры актёров пригласили в автобус с командой. «Зенит» тот матч проиграл, и разъярённые болельщики забросали автобус с футболистами чем ни попадя. Первое посещение матча «Зенита» и инцидент с болельщиками стали незабываемым впечатлением детства.
Вот, наверное, с тех пор и заболел «Зенитом»… В те годы «Зенит» и стал моей большой любовью, а посещение матчей — образом жизни.
В юности занимался футболом, играл за команду завода «Звезда». Когда пришло время для поступления в ВУЗ, Константин Анисимов решил выбрать профессию актёра и подал документы в Ленинградский государственный институт театра, музыки и кинематографии. На вступительном экзамене члены комиссии, узнав, что абитуриент интересуется футболом, попросили его сыграть игрока, забивающего пенальти. В 1987 году Константин Анисимов окончил Ленинградский институт театра, музыки и кинематографии по классу народного артиста СССР Игоря Горбачёва.

### Актёрская карьера
В 1987 году, сразу после окончания ВУЗа, был принят в труппу Ленинградского театра имени Ленинского комсомола (позднее переименованного в Театр-фестиваль «Балтийский дом»), на сцене которого играет по сей день. В 2004 году Константин Анисимов за роли Захара («Жизнь Ильи Ильича») и Тихона («Отчего люди не летают») был выдвинут в число соискателей высшей театральной премии Санкт-Петербурга «Золотой софит» в номинации «Лучшая мужская роль».

### Карьера диктора
В 2002 году одноклассники, работавшие в администрации стадиона «Коломяги-спорт», пригласили Константина Анисимова поработать диктором на играх дублирующего состава «Зенита». Весной 2003 года генеральный директор футбольного клуба Илья Черкасов предложил ему работу диктором на играх основной команды. С тех пор Константин Анисимов — постоянный диктор на домашних играх «Зенита». По стадионной радиосвязи начинает работу за 10—15 минут до начала игры: приветствует зрителей, объявляет составы команд, устраивает перекличку секторов. Во время матча сообщает о заменах, авторах забитых голов, добавленном времени, а также делает другие объявления. Раньше в обязанности диктора входила также необходимость делать рекламные объявления во время игры (сейчас звуковая реклама во время матча не используется) и объявлять об исполнении гимна болельщиков «Зенита» и включать его (в настоящее время эта песня исполняется без музыкального сопровождения по сигналу «заводящих» фанатского сектора). Иногда ведёт предыгровые мероприятия на стадионе.
В мае 2008 года в качестве русскоязычного диктора (по правилам УЕФА, на финалах еврокубков каждый из участвующих клубов предоставляет своего диктора) работал на финале Кубка УЕФА, в котором «Зенит» на стадионе «Сити оф Манчестер» встречался с «Глазго Рейнджерс». В августе того же года был диктором на Суперкубке УЕФА 2008, в котором «Зенит» играл с победителем Лиги чемпионов 2007—2008 «Манчестер Юнайтед».
Совмещать работу в театре и на стадионе оказалось весьма проблематично, так как спектакли «Балтийского дома», в которых играл Анисимов, и домашние матчи «Зенита» нередко накладывались друг на друга по времени. Помогало то, что театр «Балтийский дом» и стадион «Петровский» расположены недалеко друг от друга. Актёру приходилось идти на различные ухищрения, с тем, чтобы успеть со спектакля на футбольный матч. Например, в спектакле «Гамлет» Анисимов играл Лаэрта; спектакль длинный, а Лаэрт после появления в первом акте, далее задействован только в третьем. За это время Анисимов успел съездить на стадион и провести матч. Иногда, начав работу в качестве диктора, в ходе матча Константин Анисимов уезжает на спектакль в театр, а работу на стадионе продолжает другой артист «Балтийского дома». Руководство «Балтийского дома» весьма благосклонно относится к такому совместительству своего актёра и старается не назначать даты спектаклей, в которых задействован Анисимов, на дни домашних игр «Зенита». А с начала 2008 года футбольный клуб официально отправляет график своих игр в театр. По словам Константина Анисимова, он всего дважды пропустил матчи «Зенита» — по одному в 2003 и 2004 годах.
Работа в качестве диктора принесла Константину Анисимову известность, и он регулярно приглашается для работы на различные мероприятия. Например, 24 октября 2009 года он работал диктором в петербургском Ледовом дворце на матче регулярного чемпионата КХЛ, в котором встречались СКА (Санкт-Петербург) и уфимский «Салават Юлаев». Работает диктором или ведущим на футбольных любительских и коммерческих турнирах, а также на других мероприятиях.
Зимой 2016 года Константин Анисимов был уволен с должности диктора «Зенита». По словам представителей клуба, Анисимов допустил «нарушение регламентов и режима», пригласив на матч еврокубка в комментаторскую зону детей, при том что нахождение там посторонних лиц строго запрещён правилами УЕФА и нарушение этого требования может повлечь крупный штраф. Сам Анисимов оправдывал свой поступок тем, что присутствие детей в комментаторской зоне было согласовано с представителями УЕФА и непосредственно в дикторской рубке они не находились. Перед началом сезона 2017/2018 Константин Анисимов был восстановлен в должности диктора домашних матчей петербургского «Зенита».

## Личная жизнь
Жена — Мария Мещерякова, актриса театра «Балтийский дом». До рождения ребёнка часто помогала Константину Анисимову в работе на стадионе: следила за заменами и добавленным временем, помогала составлять объявления. Сын Сергей (род. 1 апреля 2005 года). Также есть сын от первого брака, Пётр Анисимов (род. 1987).

## Награды
- Благодарность Президента Российской Федерации (21 августа 2012 года) — за заслуги в развитии отечественной культуры и многолетнюю плодотворную деятельность[19]

## Фильмография
| Год       |    | Название                                                                       | Роль                                            |
| --------- | -- | ------------------------------------------------------------------------------ | ----------------------------------------------- |
| 1986      | ф  | Сошедшие с небес                                                               | Коля, молодой грузчик (нет в титрах)            |
| 1989      | тф | Возвращение со звёзд (фильм-спектакль)                                         | робот                                           |
| 1994      | ф  | Цинковые мальчики (Великобритани)                                              | Аркадий                                         |
| 1994      | ф  | Яростные киборги / Dark Future (Россия, США)                                   | киборг                                          |
| 1994      | с  | Второй экран                                                                   | Карсов                                          |
| 1996      | ф  | Экспресс до Пекина / Bullet To Beijing (Великобритания, Канада, Россия)        | водитель-охранник                               |
| 1996      | ф  | Полночь в Санкт-Петербурге (Канада) (англ. Midnight in Saint Petersburg)       | мафиози                                         |
| 1996      | ф  | Васька Немешаев (Венгрия) (венг. Haggyállógva Vászka)                          | Имя персонажа не указано                        |
| 1997      | ф  | Брат                                                                           | охранник на съёмках клипа                       |
| 1998      | тф | Розабелла и тролль (фильм-спектакль)                                           | Стражник                                        |
| 1999      | ф  | Молох                                                                          | Имя персонажа не указано                        |
| 2001      | ф  | Телец                                                                          | Имя персонажа не указано                        |
| 2001      | с  | Улицы разбитых фонарей. Менты-4 («У каждого в шкафу свой скелет», 2 и 3 серии) | жокей Альберт                                   |
| 2002      | с  | Агентство «Золотая пуля» («Дело о службе новостей», 13 серия)                  | Слава Шляпников                                 |
| 2002      | с  | Крот-2                                                                         | водитель Виктора Сергеевича                     |
| 2002      | с  | Убойная сила-4 («Бабье лето», 7 серия)                                         | Сидоров                                         |
| 2003      | с  | Бандитский Петербург-6. Журналист (1—3 серии)                                  | Виктор Рябов                                    |
| 2003      | с  | Демон полдня                                                                   | Имя персонажа не указано                        |
| 2003      | ф  | Русский ковчег                                                                 | первый кавалер                                  |
| 2004      | с  | Агент национальной безопасности 5 («Фамильные драгоценности», 49-50 серии)     | Виктор                                          |
| 2004      | ф  | Именины                                                                        | фельдшер                                        |
| 2004      | с  | Легенда о Тампуке                                                              | бандит                                          |
| 2004      | ф  | Сумерки (к/м), США, (англ. Sumerki)                                            | Павел                                           |
| 2004      | с  | Тайны следствия 4 («Выбор оружия», 6 серия)                                    | капитан милиции Алексей Алексеевич Чижик        |
| 2005      | с  | Братва (7 и 9 серии)                                                           | Воробьёв                                        |
| 2005      | с  | Фаворит                                                                        | Тимофей Вожаков, полковник                      |
| 2005      | ф  | Лаки. Не время для любви (Индия)                                               | инспектор ГАИ                                   |
| 2006      | ф  | Гадкие лебеди                                                                  | Имя персонажа не указано                        |
| 2007      | с  | Завещание Ленина                                                               | эпизод                                          |
| 2007      | с  | Литейный, 4 («Заложник», 1 сезон, 17 серия)                                    | майор                                           |
| 2007      | с  | Пером и шпагой                                                                 | Иван Зубарев                                    |
| 2007      | с  | Попытка к бегству («Собачья работа», 1 серия)                                  | Василий Николаевич Любашев                      |
| 2008      | с  | Мамочка, я киллера люблю                                                       | Алексей Романов, опер                           |
| 2009      | с  | Литейный, 4 («Темнота», 3 сезон, 26 серия)                                     | Сорока                                          |
| 2010      | с  | Дорожный патруль-4 («На полном ходу», 2 серия)                                 | Лягин                                           |
| 2011      | с  | Версия-3                                                                       | Николай Болотов, начальник криминальной милиции |
| 2011      | с  | Страховщики                                                                    | Николай Лештук, доктор                          |
| 2011      | с  | Защита свидетелей                                                              | Олег Викул, следователь                         |
| 2012      | с  | Агент особого назначения-4                                                     | Михаил Золотов                                  |
| 2012      | с  | Наружное наблюдение                                                            | Эдик Каргин                                     |
| 2012      | ф  | Волчий остров                                                                  | Михаил Степанов                                 |
| 2012—2013 | с  | Гончие-5                                                                       | Сергей Петрович Чванов, начальник колонии       |
| 2013      | с  | Литейный, 4 («Ночная тень», 8 сезон, 18 серия)                                 | Семен Шевцов                                    |
| 2014      | с  | Лучшие враги (27-я серия «Вопросы и ответы»)                                   | Ефимыч                                          |
| 2015      | с  | Инспектор Купер-2 (13 серия «Звонок»)                                          | Юрий Кореев                                     |
| 2017      | с  | Шеф. Игра на повышение                                                         | полковник Бурлаков                              |
| 2018      | с  | Улицы разбитых фонарей. Менты-16 («Надоевший долг», 40 серия)                  | Назаров                                         |
| 2019      | с  | Пропасть между нами                                                            | Игорь Сергеевич Двойников, начальник колонии    |
| 2021      | с  | Свои-4                                                                         | Василий Судаков                                 |